# Acme Animation Factory
Acme Animation Factory är ett pedagogiskt konst- och grafikdatorspel som släpptes av Sunsoft i november 1994 exklusivt för Super Nintendo Entertainment System.
Spelet är kompatibelt med SNES-musen. Spelet låter en skapa egna animerade filmer med figurerna från filmserien Looney Tunes. Namnet på spelet kommer från Acme, ett fiktivt varumärke som ofta förekommer i animerade filmer. När man skapar en film i spelet använder man förskapad grafik, musik och animation. När man tycker att filmen är färdig kan man spara den och spela upp den när man vill. Det finns även några minispel man kan spela.